# راشحة مثلمة
راشحة مثلمة (الاسم العلمي:Percolomonas sulcatus) هي نوع من اللجفاوات تتبع جنس الراشحة من فصيلة .